# Kanton Grenoble-5
Der Kanton Grenoble-5 war von 1973 bis 2015 ein französischer Wahlkreis im Arrondissement Grenoble, im Département Isère und in der Region Rhône-Alpes. Er umfasste den nordwestlichen Teil der Stadt Grenoble.